# Érintő- és szelőszakaszok tétele

Érintő- és szelőszakaszok tétele:
Egy tetszőleges külső {\displaystyle P} pontból húzott érintőszakasz hossza megegyezik a {\displaystyle P} pontból húzott szelőszakaszok ({\displaystyle PM,PN} vagy {\displaystyle PA,PB}) mértani közepével. Emiatt a tételt ismerik pont körre vonatkozó hatványa néven is.
A tételnek nem csak egyes geometriai bizonyításokban van szerepe, hanem az algebrai problémák geometriai megfogalmazása is ezen keresztül fogalmazódhat meg, illetve fordítva. Például ezen tétel segítségével lehet adott szakasz hosszának négyzetgyökét megszerkeszteni, így elvezet a tétel az aranymetszés problémájáig is.

## Bizonyítás
A {\displaystyle PTB} háromszög hasonló a {\displaystyle PTA} háromszöghöz, mert a {\displaystyle BPT} szög megegyezik az {\displaystyle APT} szöggel, PBT és PTA szögek egyenlők, mivel ugyanahhoz az (AT) ívhez tartozó kerületi ill. érintőszárú kerületi szögek. A hasonlóság alapján a megfelelő oldalak aránya megegyezik, azaz
{\displaystyle {\frac {PT}{PB}}={\frac {PA}{PT}}}. Ezt az arányt átrendezve a bizonyítandó állítást kapjuk.

## Általánosítás
A tétel igaz akkor is, ha a {\displaystyle P} pont belső pont, bár ekkor nincsen érintő. A tétel általános alakja (szelőtétel néven is ismeretes) a következő:
Adott kör esetén egy adott {\displaystyle P} ponton átmenő szelők körrel való metszéspontjainak {\displaystyle P}-től való távolságainak szorzata állandó

### Bizonyítás
Vegyünk fel két szelőt a {\displaystyle P} ponton keresztül. Legyenek az egyiken a két metszéspont {\displaystyle A} és {\displaystyle B}, a másikon {\displaystyle A'} és {\displaystyle B'}.

Szelőszakaszok tétele

Az {\displaystyle AB'P} háromszög hasonló az {\displaystyle A'BP} háromszöghöz, mivel a {\displaystyle PAB'} szög és a {\displaystyle PA'B} szög megegyezik, hiszen ugyanahhoz az ívhez tartozó kerületi szögek, valamint a {\displaystyle P} csúcsnál fekvő szögük megegyezik. Hasonló háromszöge megfelelő oldalainak aránya állandó, így kapjuk
{\displaystyle {\frac {PB}{PB'}}={\frac {PA'}{PA}}},
amiből átrendezéssel adódik az állításunk. QED
Ha az érintőt olyan speciális szelőnek tekintjük, mely esetén a két metszéspont egybeesik, akkor megkapjuk a pont körre vonatkozó hatványának tételét.